# 陳海虹
陳海虹（1918年—1996年11月8日）是台灣的漫畫家，本名陳伯濤。出生於福建省思明縣。
代表作為《小俠龍捲風》。洪德麟譽為「台灣武俠的開山鼻祖」。

## 簡歷
喜好蒐集名人書畫，幼時已臨摹為主，入門國畫。入學後又學習西畫。
- 1947年來台定居基隆，擔任蜜餞工廠會計兼包裝設計。
- 1953年起在兒童雜誌繪作大量插畫。
- 1958年以《小俠龍捲風》武俠漫畫，轟動全球華埠。作品二十多部風行十年之久。
- 1970年以繪製歷史、武俠、傳奇章回小說插畫為主，作品散見聯合報、中國時報、皇冠、幼獅少年、時報周刊。
- 1978年獲中國畫學會金爵獎殊榮，從此勤繪水墨畫。
- 1987年首次畫展「七十歲回顧展」於金品藝廊。
- 1994年11月8日中風。
- 1996年逝世。

## 作品一覽

### 1958年
- 小俠龍捲風，連載於模範少年[2]
- 劍光淚情，刊登於少年之友

### 1960年
- 迴籠怪俠，刊登於少年之友
- 霹靂神童，連載於模範少年
- 無形怪影，發表於少年之友
- 鬼屋。刊載於人文
- 楓林恩仇，發表於漫畫週刊

### 1966年
- 風雲小俠，香港大觀出版社出版

### 1967年
- 武林奇俠，香港大觀出版社出版

### 1968年
- 綠虹劍，香港大觀出版社出版